# Maximiliano Amarfil
Franco Maximiliano Amarfil (Cipolletti, 11 marzo 2001) è un calciatore argentino, centrocampista dell'Independiente Rivadavia in prestito dal Cipolletti.

## Carriera
Ha iniziato a giocare a calcio con il Cipolletti dove ha debuttato il 9 gennaio 2021 nell'incontro del Torneo Federal A pareggiato 0-0 contro l'Estudiantes (SL). Ha segnato il suo primo gol il 16 luglio 2022 nella partita vinta 1-0 contro l'Huracán (LH) e pochi mesi dopo è passato in prestito al Centenario fino a dicembre.
Nel 2024 è stato prestato al Nueva Chicago, dove ha trascorso una stagione da titolare in Primera B Nacional risultando uno dei migliori centrocampisti della categoria con 5 reti segnate in 41 incontri. Nel gennaio del 2025 è passato con la stessa formula all'Independiente Rivadavia, cn cui ha esordito in prima divisione.

## Statistiche

### Presenze e reti nei club
Statistiche aggiornate al 13 luglio 2025.
| Stagione          | Squadra                 | Campionato        | Campionato | Campionato | Coppe nazionali | Coppe nazionali | Coppe nazionali | Coppe continentali | Coppe continentali | Coppe continentali | Altre coppe | Altre coppe | Altre coppe | Totale | Totale | Totale |
| Stagione          | Squadra                 | Comp              | Pres       | Reti       | Comp            | Pres            | Reti            | Comp               | Pres               | Reti               | Comp        | Pres        | Reti        | Pres   | Reti   |        |
| ----------------- | ----------------------- | ----------------- | ---------- | ---------- | --------------- | --------------- | --------------- | ------------------ | ------------------ | ------------------ | ----------- | ----------- | ----------- | ------ | ------ | ------ |
| 2019-2020         | Cipolletti              | TFA               | 1          | 0          | CA              | 0               | 0               | -                  | -                  | -                  | -           | -           | -           | 1      | 0      |        |
| 2021              | Cipolletti              | TFA               | 17         | 0          | CA              | 0               | 0               | -                  | -                  | -                  | -           | -           | -           | 17     | 0      |        |
| 2022              | Cipolletti              | TFA               | 23         | 1          | CA              | 1               | 0               | -                  | -                  | -                  | -           | -           | -           | 24     | 1      |        |
| 2022              | Centenario              | 4D                | 8          | 1          | CA              | 0               | 0               | -                  | -                  | -                  | -           | -           | -           | 8      | 1      |        |
| 2023              | Cipolletti              | TFA               | 31         | 2          | CA              | 0               | 0               | -                  | -                  | -                  | -           | -           | -           | 31     | 2      |        |
| Totale Cipolletti | Totale Cipolletti       | Totale Cipolletti | 72         | 3          |                 | 1               | 0               |                    | -                  | -                  |             | -           | -           | 73     | 3      |        |
| 2024              | Nueva Chicago           | PBN               | 41         | 5          | CA              | 0               | 0               | -                  | -                  | -                  | -           | -           | -           | 41     | 5      |        |
| 2025              | Independiente Rivadavia | PD                | 17         | 0          | CA              | 2               | 0               | -                  | -                  | -                  | -           | -           | -           | 19     | 0      |        |
| Totale carriera   | Totale carriera         | Totale carriera   | 138        | 9          |                 | 3               | 0               |                    | -                  | -                  |             | -           | -           | 141    | 9      |        |